# Spindalis portoricensis
O Spindalis porto-riquenho é um pássaro endêmico da ilha de Porto Rico, onde é comumente conhecido como reina mora. A espécie está amplamente distribuída por toda a ilha e é uma parte importante do ecossistema porto-riquenho por causa de sua ajuda na dispersão de sementes e na reprodução das plantas.